# Сапаров, Окас Базаргалиевич
Окас Базаргалиевич Сапаров (19.07.1959, с. Мештексай, Джангалинский р-н, Уральская обл., КазССР) — советский и казахстанский военный деятель, генерал-лейтенант.

## Биография
Родился 19 июля 1959 года село Маштексай, Джангалинского района Уральской области.
В 1980 году окончил Энгельсское высшее зенитное ракетное командное училище противовоздушной обороны.
С 1980 по 1983 годы служил командиром взвода стартовой батареи.
С 1983 по 1986 годы — командир батареи.
С 1986 по 1989 годы — начальник штаба-заместитель командира дивизиона.
В 1992 году окончил Военную командную академию противовоздушной обороны.
В 1993 по 1994 годы - заместитель командира бригады.
В 1994 по 1995 годы - первый заместитель - начальник штаба бригады.
В 1995 по 1999 годы - Командир бригады.  
С 1999 года заместитель командующего Силами воздушной обороны по войсками противовоздушной обороны.
С 2003 по 2004 годы заместитель командующего СВО по войскам ПВО.
С 2004 по 2008 годы заместитель главнокомандующего СВО (по войскам противовоздушной обороны) Управления главнокомандующего СВО ВС РК.
С 2008 по 2010 годы заместитель главнокомандующего СВО (по войскам ПВО) — начальник Главного управления войск противовоздушной обороны СВО ВС РК.
С 2011 года заместитель председателя Комитета начальников штабов Вооруженных Сил Республики Казахстан.
С 2013 года заместитель Министра обороны Республики Казахстан.
В 2014 году присвоено звание генерал-лейтенанта.
6 октября 2017 года зачислен в запас .

## Награды
- Орден «Данк» 1 степени (2012)
- Орден «Данк» 2 степени (2004)
- Юбилейные медали